# Hohnhorst
Hohnhorst is een gemeente in de Duitse deelstaat Nedersaksen. De gemeente maakt deel uit van de Samtgemeinde Nenndorf in het Landkreis Schaumburg.
Hohnhorst telt 2.094 inwoners.
Tot Hohnhorst behoort het gehucht Scheller en de beide Ortschaften Ohndorf en Rehren. Scheller ligt anderhalve kilometer ten noordoosten van Hohnhorst, tegen buurdorp Haste aan; Station Haste (Han) ligt op loopafstand van Scheller. Ohndorf ligt twee kilometer ten zuidwesten, Rehren, met het aan de oostkant ervan gelegen buurtje Rehrwiehe, twee km ten westen van Hohnhorst.
Hohnhorst is een plattelandsgemeente in de Noord-Duitse Laagvlakte, te midden van vruchtbaar akkerland. De plaatsjes in het gebied hebben hun karakter van oude boerendorpen behouden. Ten noorden van Scheller ligt enig productiebos.

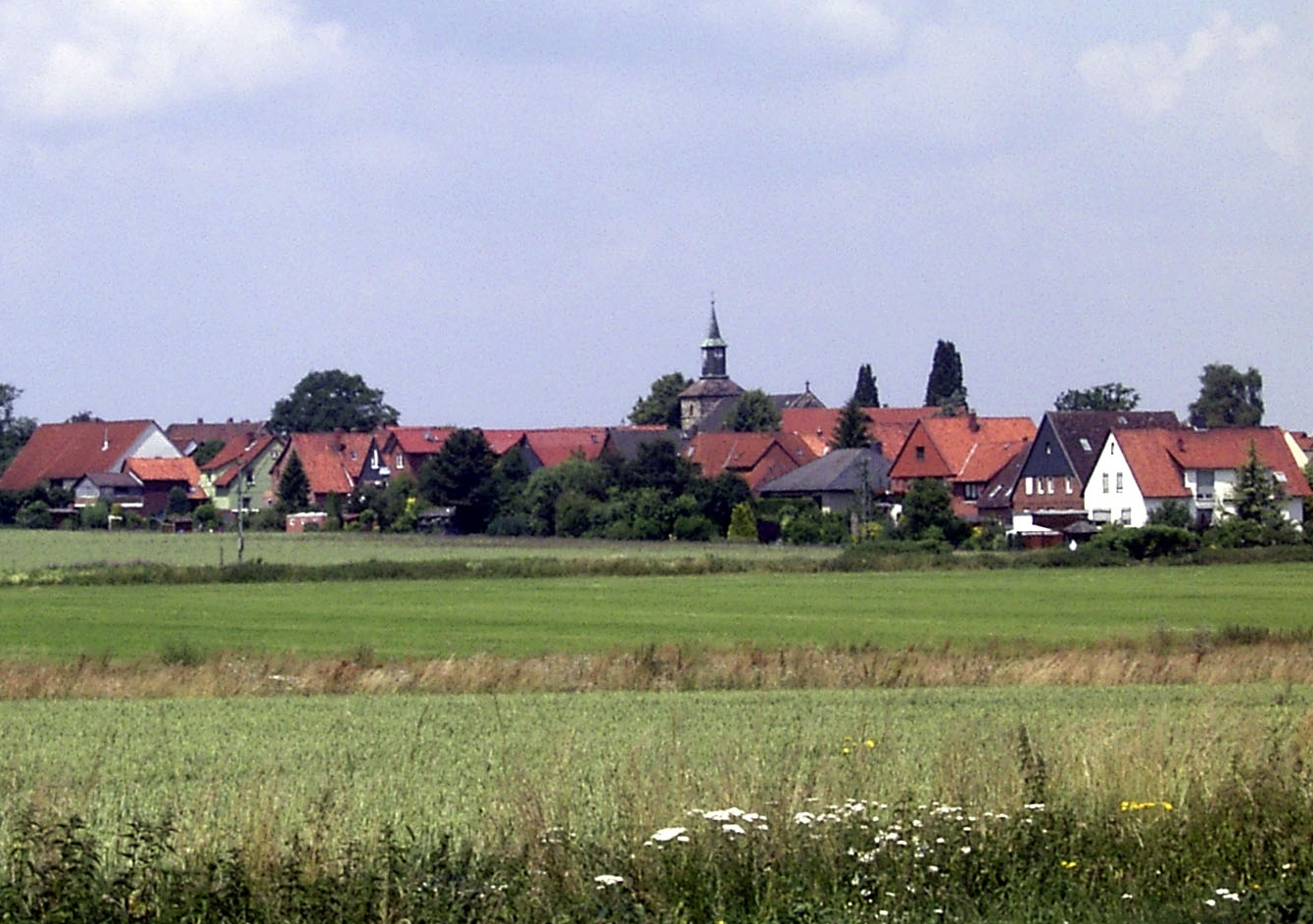
Gezicht op het dorp Hohnhorst
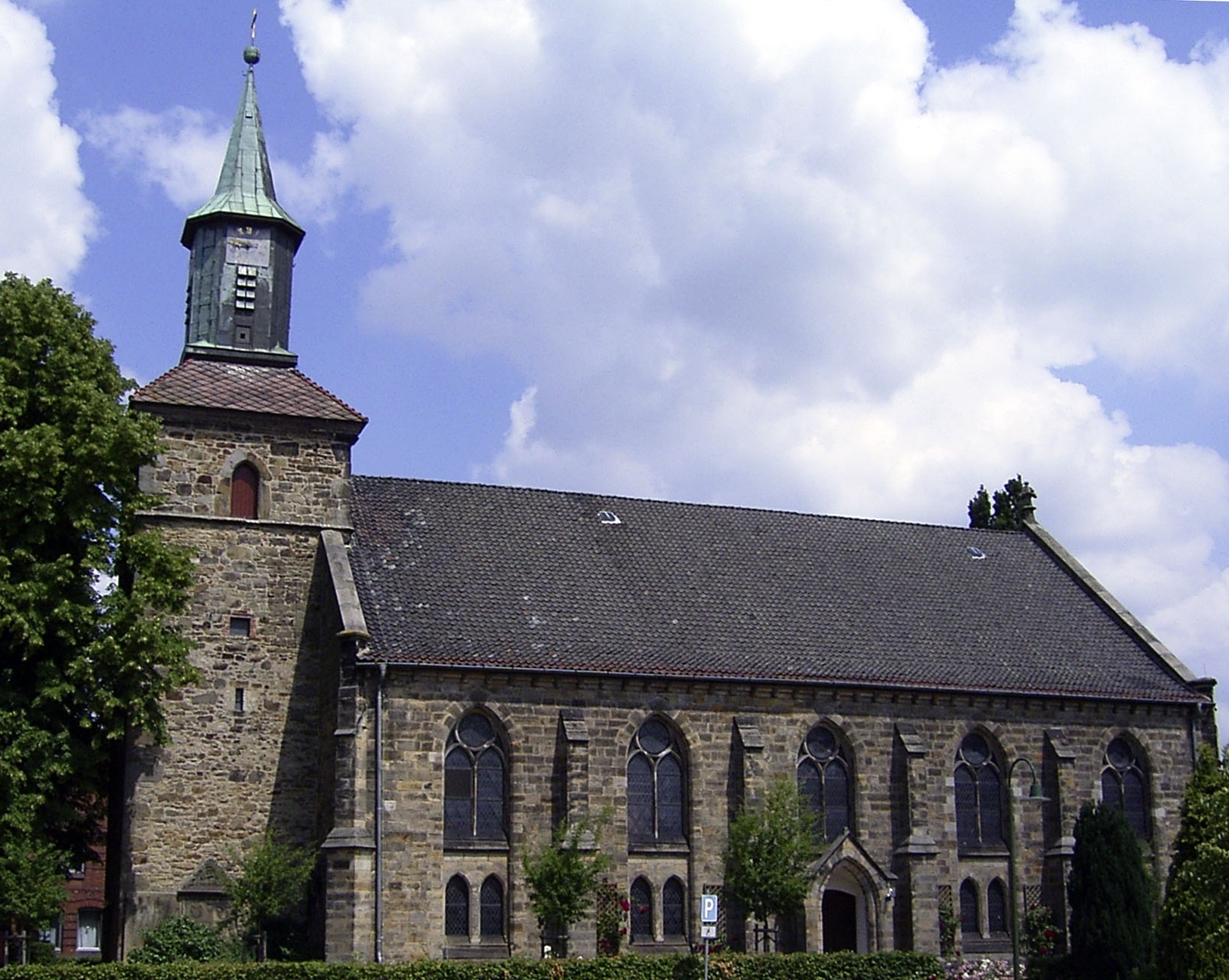
Evang.-lutherse St.-Maartenskerk, Hohnhorst (1899)
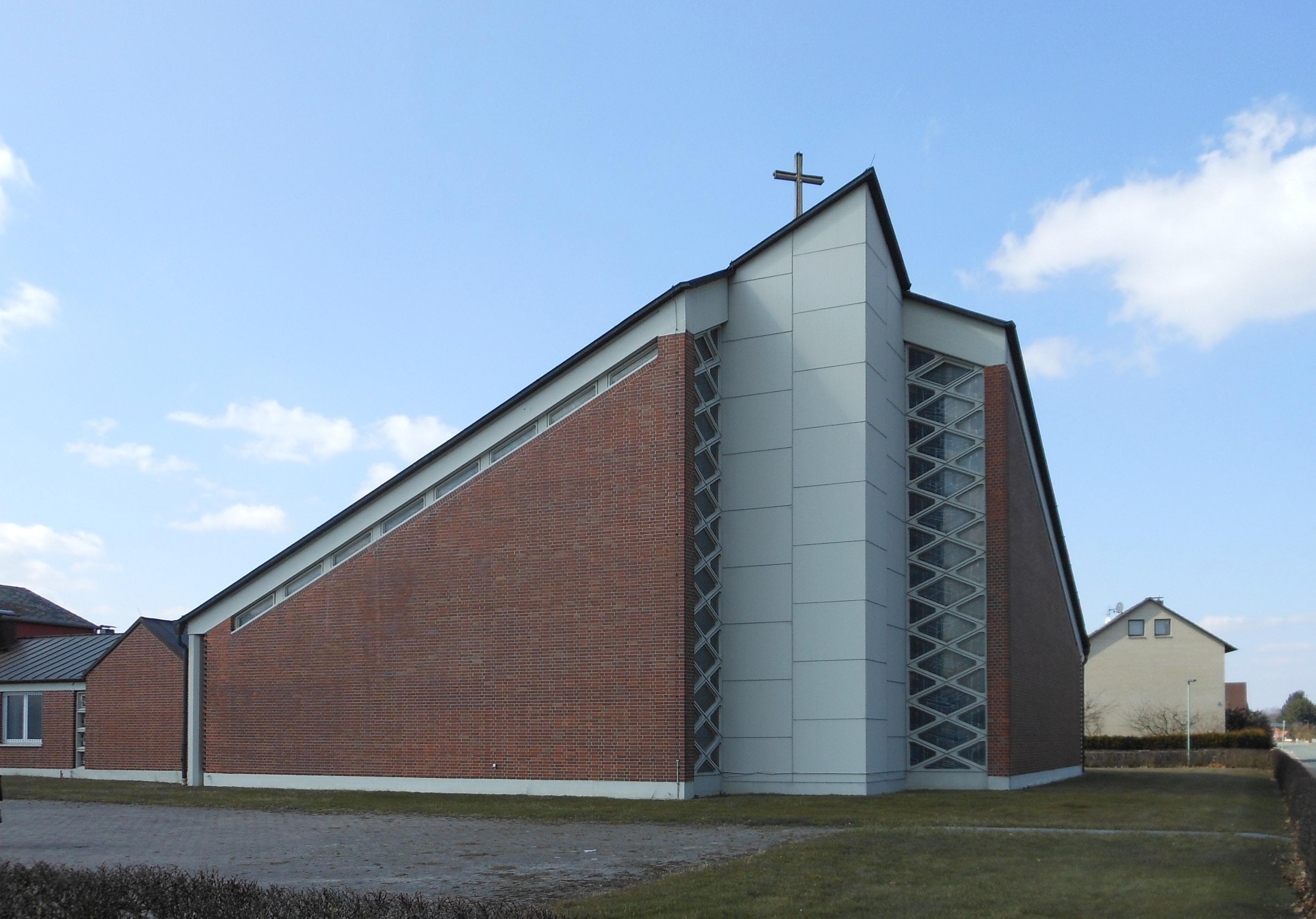
R.K. Petrus-Canisiuskerk, Hohnhorst-Scheller (1967)

## Geschiedenis
Te Hohnhorst is in 2011 een belangrijk urnengrafveld uit de IJzertijd (7e- 3e eeuw v.Chr.) opgegraven, waar sporen van enkele honderden urnen zijn ontdekt.
Tot ca. 1960 werd, met name in Rehren, nog de oude Schaumburger klederdracht gedragen, vooral door dames op leeftijd.
Zie verder onder: Samtgemeinde Nenndorf.

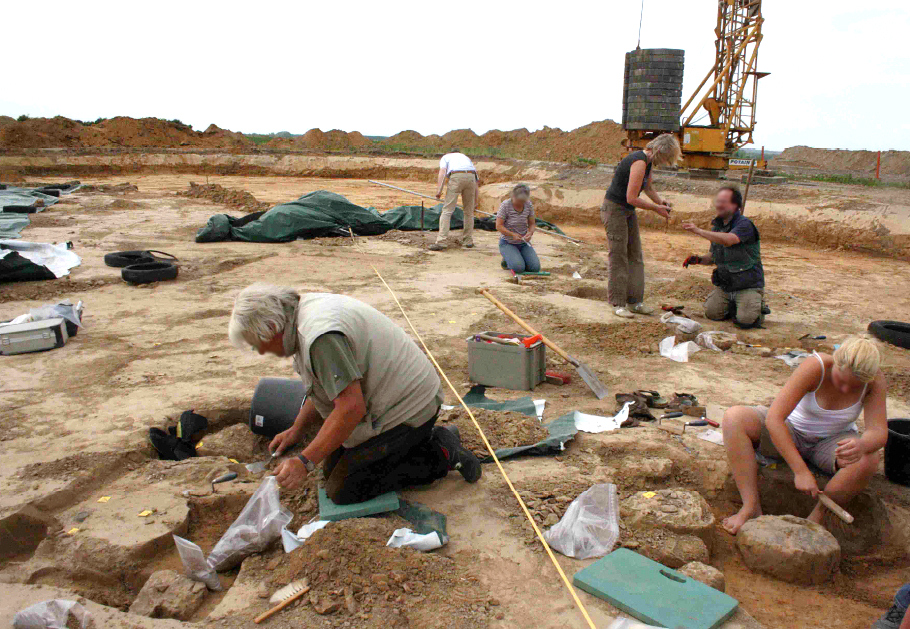
Opgraving (2011) grafveld Hohnhorst
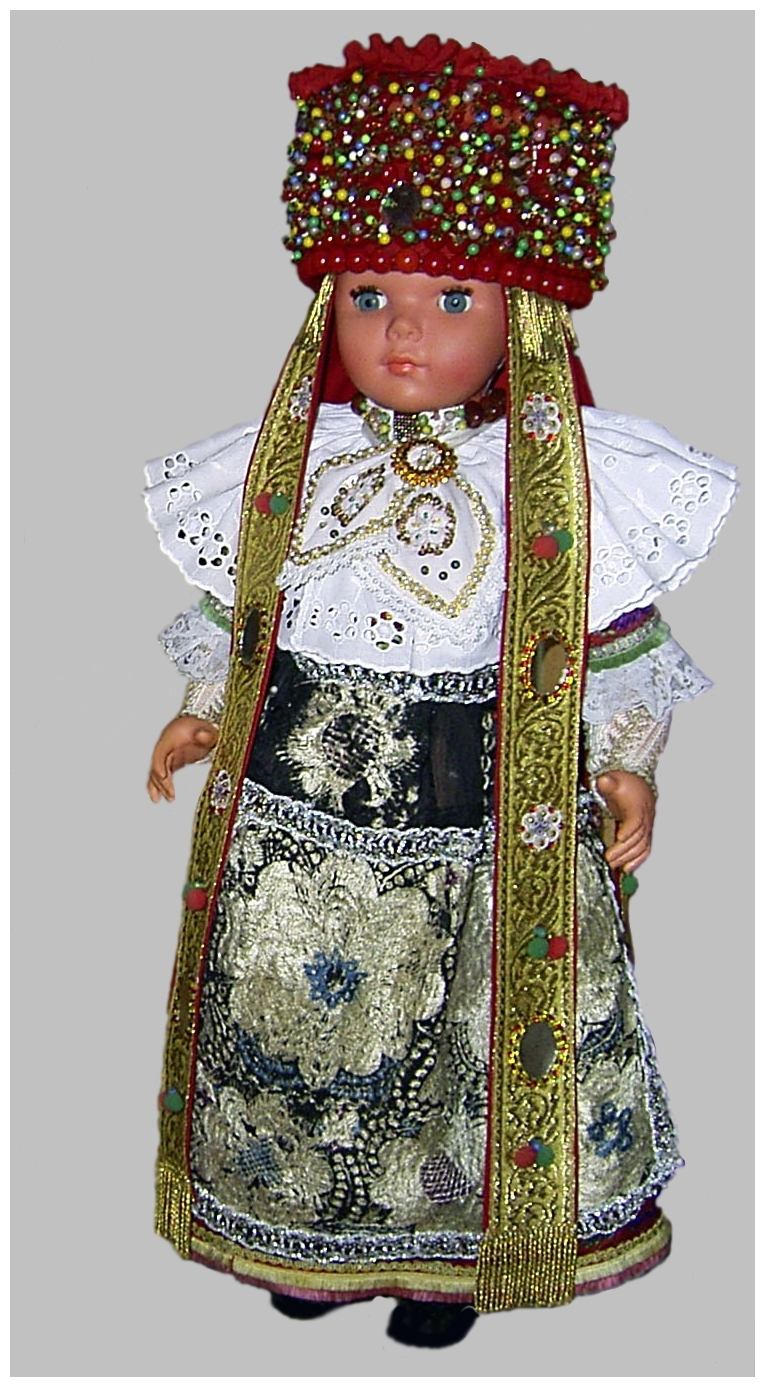
Popje in oude Schaumburger bruilofts-klederdracht, Rehren

- Gemeinsame Normdatei: 4398630-4
- Library of Congress Control Number: n98034168
- Nationale Bibliotheek van Israël: 987007535728905171
- Virtual International Authority File: 133204298

Ahnsen · 
Apelern · 
Auetal · 
Auhagen · 
Bad Eilsen · 
Bad Nenndorf · 
Beckedorf · 
Buchholz · 
Bückeburg · 
Hagenburg · 
Haste · 
Heeßen · 
Helpsen · 
Hespe · 
Heuerßen · 
Hohnhorst · 
Hülsede · 
Lauenau · 
Lauenhagen · 
Lindhorst · 
Lüdersfeld · 
Luhden · 
Meerbeck · 
Messenkamp · 
Niedernwöhren · 
Nienstädt · 
Nordsehl · 
Obernkirchen · 
Pohle · 
Pollhagen · 
Rinteln · 
Rodenberg · 
Sachsenhagen · 
Seggebruch · 
Stadthagen · 
Suthfeld · 
Wiedensahl · 
Wölpinghausen